# Дом Еропкина
Дом Еропки́на (зда́ние Комме́рческого учи́лища, здание МГЛУ) — московская усадьба, возведённая в 1771 году архитектором Матвеем Казаковым для генерал-поручика Петра Еропкина. В начале XIX века усадьбу заняло Коммерческое училище, для нужд которого строение реконструировал архитектор Доменико Жилярди. С 1939 года в доме располагался Институт иностранных языков имени Мориса Тореза, позднее реорганизованный в Московский государственный лингвистический университет (МГЛУ).

## История

### Особняк при Еропкине
В XVIII веке участок у пересечения Троицкого переулка и Остоженки занимали палаты князя Дмитрия Андреевича Кольцова-Мосальского и кабинет-секретаря Петра I Алексея Макарова. В 1763 году одно из имений перешло в собственность Петра Еропкина, и вскоре он расширил владения, выкупив соседнюю территорию. В 1771-м под руководством архитектора Матвея Казакова на основе двух существовавших зданий возвели одну двухэтажную усадьбу. Из-за первоначального расположения домов планировка особняка была запутанной. Левая часть строения получилась значительно у́же, поэтому сзади её расширили пристройкой-галерей. Терракотово-красный фасад в классицистическом стиле украсили парадным подъездом с тосканскими колоннами, над ним обустроили балкон второго этажа. Со стороны улицы создавалось ощущение, что композицию устроили в центре здания, но, согласно плану, она была смещена к правой части дома. В стенах особняка действовала домовая Казанская церковь. Из-за слабого здоровья жены генерала Елизаветы Михайловны Еропкиной в помещении установили передвижной антиминс. После её смерти моленную ликвидировали.
Во время Чумного бунта 1771 года Пётр Еропкин остался в Москве и руководил усмирением толпы. Массовые волнения были вызваны решением митрополита Амвросия убрать из часовни у Варварских ворот высокочтимую икону Боголюбской Божией Матери. Он пытался замедлить распространение эпидемии, сократив массовое паломничество. Разгневанная толпа ворвалась в Кремль на территорию Чудова Монастыря и убила священнослужителя. После гибели митрополита для усмирения бунта в Москву командировали генерал-фельдцейхмейстера Григория Орлова, штаб которого расположился в доме Еропкина. Согласно источникам, бунтовщики пришли за Еропкиным в особняк, считая его соучастником Амвросия, но не нашли его там.
В 1786 году Еропкин получил звание генерал-губернатора Москвы. Он отказался переехать в полагающийся ему особняк на Тверской, и в этот период имение на Остоженке неоднократно посещала Екатерина II. По свидетельству современников, гостеприимный хозяин «держал открытый стол», поэтому в любой день желающие могли прийти к градоначальнику на обед без приглашения. Среди прочих, в детстве на балах в особняке бывал Александр Пушкин.

### Коммерческое училище
После смерти Еропкина в 1805 году имение перешло по наследству его племянникам князьям Новосильцевым и Гагариным. В 1806-м (по другим данным — 1808-м) усадьбу выкупили за 35 тысяч рублей для Московского коммерческого училища. Предположительно, руководство учебного заведения решило сразу перестроить здание по проекту архитектора Доменико Жилярди. Но ряд исследователей считает, что работы провели уже после пожара 1812 года. Эту теорию косвенно подтверждает дата организации домовой церкви Марии Магдалины в одной из бывших спален — 1815—1817 годы. Во время реконструкции дом значительно расширили, надстроив дополнительным этажом и пристроив крыло к западному торцу комплекса. На втором этаже нового объёма разместили просторный зал с цилиндрическим сводом на подпружных арках. Торцы помещения отделили рядом колонн. Фасад переоформили в строгом классицистическом стиле, установив над аркадой первого этажа массивный портик с десятью коринфскими колоннами. Из-за перепланировки помещений центральный интерколумний оказался шире других.
Среди учеников училища числился Иван Гончаров, в 1820 году в стенах бывшей усадьбы родился историк Сергей Соловьёв, отец которого служил священником при домовой церкви. Позднее эти два факта увековечили на мемориальных табличках, установленных на стене дома ещё до Октябрьской революции. Они были разбиты во время ремонта 1970-х годов, но в течение десятилетия заменены аналогами. Также в Коммерческом училище обучались братья Николай и Сергей Вавиловы, один из которых так вспоминал университет:
Коммерческое училище было хорошей средней школой. <…> Имелись совсем недурственные кабинеты лаборатории, каковых сейчас иногда не найдёшь и в столичных высших школах. Отличная химическая и технологическая лаборатории. Великолепный чертёжный и рисовальный классы, большой гимнастический зал, почтенная и большая старая библиотека.
В середине XIX века по проекту архитектора Николая Козловского западное крыло расширили, декорировав фасады в стиле ампир. Предположительно, новые помещения использовали под классы и спальни студентов. Впоследствии флигель надстроили дополнительным этажом. Окружённый забором плац перед комплексом в зимнее время заливали под каток. В 1854 году домовую церковь переместили в актовый зал, её переосвятил митрополит Филарет. К началу XX века реконструировали корпус, возведённый Козловским, а также по проекту архитектора Карла Гиппиуса возвели крыло со стороны Еропкинского переулка. В 1904-м на частные пожертвования домовую церковь переоформили: своды помещения украсили живописью, выполненной, вероятно, по эскизам Михаила Нестерова и Виктора Васнецова. Стены декорировали розовым мрамором, позолотили трёхъярусный иконостас, вместо дверей установили мраморную колоннаду, которая и отделяла помещения от основной части дома.

### Лингвистический университет
После Октябрьской революции Коммерческое училище и церковь Марии Магдалины ликвидировали, а в здании бывшей усадьбы расположились Педагогический институт имени Карла Либкнехта и Рабочий факультет. В 1931—1938 годах в особняке работал швейцарский коммунистический деятель Фриц Платтен, позднее на фасаде установили мемориальную табличку. С 1939-го строение находилось в ведении Института иностранных языков имени Мориса Тореза, позднее реорганизованного в Московский государственный лингвистический университет. В начале Великой Отечественной войны в здании сформировалась 5-я Фрунзенская дивизия народного ополчения. Во время бомбардировок Москвы в особняк попал один из снарядов, начинённый песком, поэтому усадьба почти не пострадала. В 1967-м перед домом установили монумент ополченцам Фрунзенского района, погибшим на фронте. Скульптором выступал Лев Кербель. На гранитном блоке высечена голова воина и выгравирована надпись: «1941—1945». На стеле помещено стихотворение Марка Максимова:
Я с вами равный среди равных,

Я стал камнем, но я живу! 

И вы, принявшие Москву

В наследство от сограждан ратных, 

Вы, подарившие века мне, 

Вы – все, кто будет после нас, 

Не забывайте ни на час, 

Что я смотрю на вас из камня.
В 1971 году на заднем дворе бывшей усадьбы Еропкина возвели семиэтажное здание дополнительного учебного корпуса. В его стенах разместили спортивный зал, корпус объединили с бывшей усадьбой переходом-галерей. Во время реконструкции главного дома в 1990-х годах под штукатуркой одного из помещений обнаружили сохранившиеся росписи ликвидированной домашней моленной. Их восстановили под руководством директора Межобластного научно-реставрационного художественного управления Сергея Викторовича Филатова, но информации об освящении церкви не последовало. В 2006-м на стене особняка разместили мемориальную табличку в честь братьев Вавиловых, обучавшихся в Коммерческом училище. Через девять лет на заднем дворе дома установили статую девушки-студентки, выполненную архитектором Геннадий Пейчев. В 2016-м бывшую усадьбу признали объектом культурного наследия федерального значения. Корпус во дворе и крыло вдоль Еропкинского переулка не вошли в состав комплекса, находящегося под охраной государства.